# Могойтуй (Акшинський район)
Могойту́й (рос. Могойтуй) — село у складі Акшинського району Забайкальського краю, Росія. Адміністративний центр та єдиний населений пункт Могойтуйського сільського поселення.

## Населення
Населення — 844 особи (2010; 1006 у 2002).
Національний склад (станом на 2002 рік):
- росіяни — 98 %